# Neopachygaster vitrea
Neopachygaster vitrea är en tvåvingeart som beskrevs av Hull 1930. Neopachygaster vitrea ingår i släktet Neopachygaster och familjen vapenflugor. Inga underarter finns listade i Catalogue of Life.